# Akka Ighane
Akka Ighane (franska: Akka Ighane (CR), Akka Ighane (Commune Rurale), arabiska: اكينان) är en kommun i Marocko.   Den ligger i provinsen Tata och regionen Souss-Massa, i den centrala delen av landet, 500 km söder om huvudstaden Rabat. Antalet invånare är 6 725.